# Konstanzer
Konstanzer (mundartlich: Koschtantser, uf Koschtantser num, Koschtəstar) ist ein Gemeindeteil der Marktgemeinde Oberstaufen im bayerisch-schwäbischen Landkreis Oberallgäu. Die Ortschaft liegt in der Gemarkung Thalkirchdorf.

## Geographie
Das Dorf liegt circa 6,5 Kilometer östlich des Hauptorts Oberstaufen im Konstanzer Tal gelegen. Nördlich verläuft die Bahnstrecke Buchloe–Lindau sowie die Queralpenstraße B 308 und die Konstanzer Ach. Südlich befindet sich das Himmelseck, nördlich die Thaler Höhe.

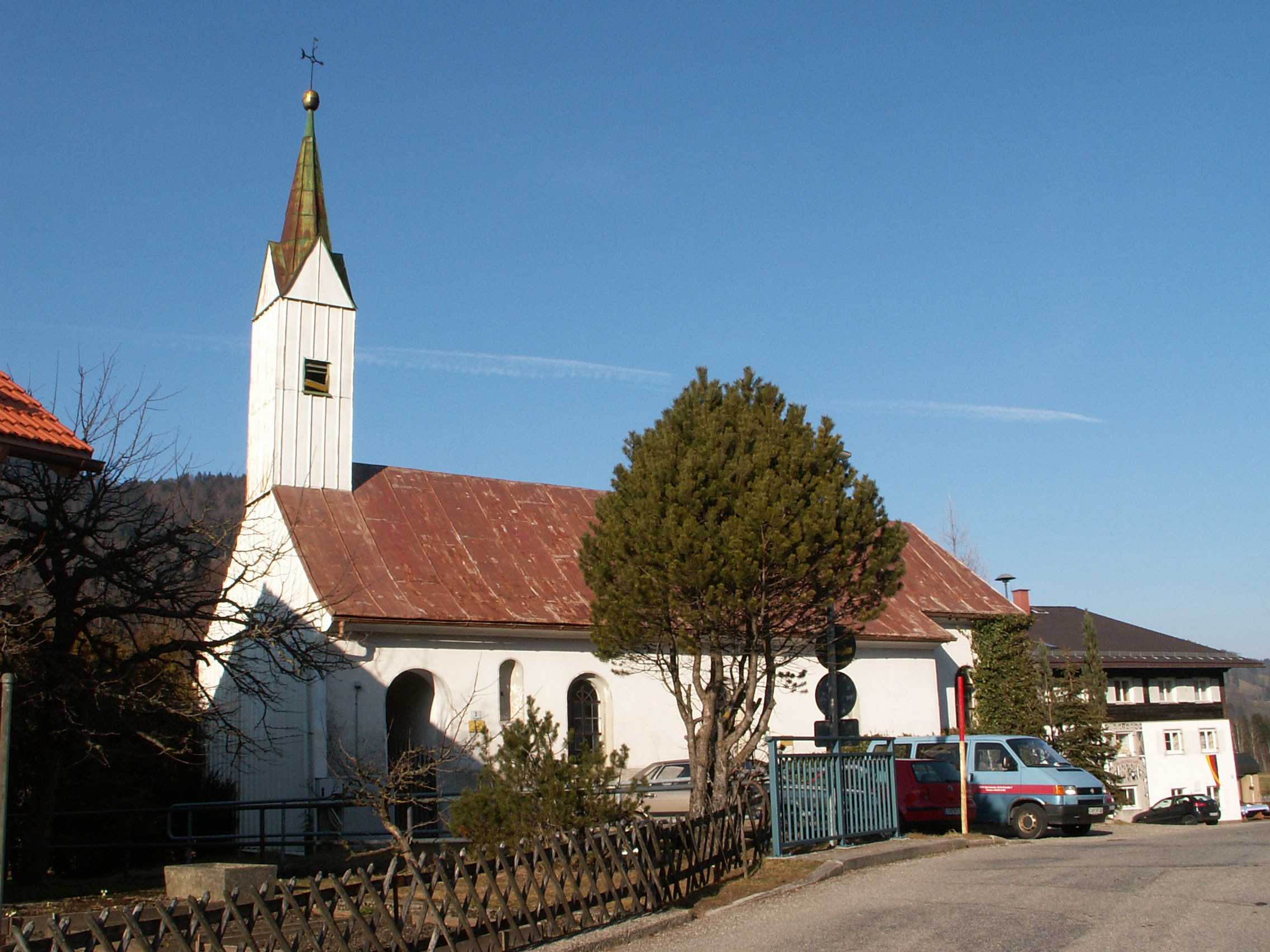
Katholische Kapelle St. Jakobus der Jüngere

## Ortsname
Der Ortsname geht auf einen aus Konstanz stammenden Zuwanderer zurück, der sich im Tal niederließ.

## Geschichte
Konstanzer wurde erstmals urkundlich im Jahr 1571 in einem Tiroler Wappenbrief mit den Gebrüdern Hans, Albrecht und Laux die Habißreitinger, Constantzer genannt, im Thal erwähnt. Hans Habisreitinger (1536–1599) erbaute wohl einen Gutshof, in dem er 1573 Erzherzog Ferdinand bewirtete. 1644 brannte der Gutshof samt Kapelle ab. An der Stelle des Gutshofs wurde ein Wirtshaus errichtet. Die Kapelle wurde wiedererrichtet, ebenso in den Jahren 1787 und 1853. 1802 fand die Vereinödung des Orts statt. 1806 wurden in Konstanzer und Hueb elf Wohnhäuser gezählt. Konstanzer gehörte bis zur bayerischen Gebietsreform 1972 der Gemeinde Thalkirchdorf an.

## Baudenkmäler
- Siehe: Liste der Baudenkmäler in Konstanzer